# Cratichneumon howdeni
Cratichneumon howdeni là một loài tò vò trong họ Ichneumonidae.